# شیرتیغک
شیرتیغک (نام علمی: Sonchus asper) نام یک گونه از سردهٔ شیرتیغک است.
گیاه "Spiny Sowthistle" با نام علمی "Sonchus asper"، یک گیاه علفی یکساله یا دوساله از خانواده (Asteraceae کاسنیان) است. این گیاه به دلیل ساقه های خاردار و برگهای تیزش شناخته میشود و در بسیاری از مناطق جهان به عنوان علف هرز مهاجم رشد میکند.  
نامهای رایج:  
انگلیسی : Spiny Sowthistle, Prickly Sowthistle, Sharp-fringed Sowthistle  
فارسی : شیرتیغک خاردار, خار شیر, کاسنی خاردار  
ویژگیهای گیاه Spiny Sowthistle (Sonchus asper) 
ساقه : راست، توخالی و در قسمت بالایی منشعب، با شیرابه سفیدرنگ (شیر مانند)  
برگها : سبز تیره، بیضی شکل با حاشیه دندانه‌دار و خارهای تیز  
گلها : زردرنگ، شبیه گل قاصدک، در انتهای ساقه  
ارتفاع : ۳۰ تا ۱۵۰ سانتیمتر  
میوه : فندقه‌های کوچک با کرکهای سفید (شبیه قاصدک)  
محل رشد و انتشار : 
زیستگاه : باغها، مزارع، کنار جاده‌ها، زمینهای زراعی و مناطق دست نخورده  
اقلیم : مناطق معتدل و نیمه خشک  
پراکندگی : در ایران، اروپا، آمریکای شمالی، استرالیا و بسیاری از مناطق دیگر یافت میشود.  
کاربردها و خواص :
1. علف دام : برخی دامها برگهای جوان آن را میخورند.  
2. خواص دارویی (در طب سنتی) :  
  ضدالتهاب و تسکیندهنده (استفاده از شیرابه آن برای پوست)  
   ادرارآور و کمک به هضم
   - در برخی فرهنگها برای درمان "سرفه و سرماخوردگی" استفاده میشود.  
3. خوراکی : برگهای جوان آن در برخی مناطق به صورت پخته یا خام در سالاد استفاده میشود.  
هشدارها :  
"خارهای تیز" آن میتواند برای پوست و دستگاه گوارش دامها مشکل ایجاد کند.  
در برخی موارد به عنوان "علف هرز مهاجم" شناخته میشود و رشد سریعی دارد.  
مصرف زیاد آن ممکن است باعث "ناراحتی گوارشی" شود.  
اگر قصد کنترل این گیاه را دارید، بهتر است قبل از به بذر نشستن آن را از ریشه خارج کنید.